# Dmytro Jomchenovskyy
Dmytro Jomchenovskyy (en ucraniano: Дмитро Геннадійович Хомченовський), (Vuhledar, Óblast de Donetsk, Ucrania, 16 de abril de 1990) es un futbolista ucraniano que juega en el F. C. Kryvbas Kryvyi Rih.

## Selección nacional
Es internacional tanto en categorías inferiores como con la selección absoluta de Ucrania.

## Estadísticas

### Clubes
| Club                     | Categoría               | País    | Año       | Partidos | Goles |
| ------------------------ | ----------------------- | ------- | --------- | -------- | ----- |
| F. C. Olimpik Donetsk    | Persha Liha             | Ucrania | 2007-2008 | 74       | 4     |
| F. C. Olimpik Donetsk    | Persha Liha             | Ucrania | 2008-2009 | 74       | 4     |
| F. C. Olimpik Donetsk    | Persha Liha             | Ucrania | 2009-2010 | 74       | 4     |
| F. C. Olimpik Donetsk    | Persha Liha             | Ucrania | 2010-2011 | 74       | 4     |
| F. C. Kryvbas (cedido)   | Liga Premier            | Ucrania | 2011      | 10       | 1     |
| F. C. Zoryá Lugansk      | Liga Premier            | Ucrania | 2011-2012 | 25       | 2     |
| F. C. Zoryá Lugansk      | Liga Premier            | Ucrania | 2012-2013 | 14       | 2     |
| F. C. Zoryá Lugansk      | Liga Premier            | Ucrania | 2013-2014 | 29       | 5     |
| F. C. Zoryá Lugansk      | Liga Premier            | Ucrania | 2014-2015 | 23       | 4     |
| F. C. Zoryá Lugansk      | Liga Premier            | Ucrania | 2015      | 7        | 2     |
| S. D. Ponferradina       | Liga Adelante           | España  | 2015-2016 | 17       | 0     |
| Jagiellonia Białystok    | Ekstraklasa             | Polonia | 2016-2018 | 34       | 3     |
| F. C. Ural Ekaterimburgo | Liga Premier de Rusia   | Rusia   | 2018      | 0        | 0     |
| F. C. Zoryá Lugansk      | Liga Premier de Ucrania | Ucrania | 2018-2022 | 0        | 0     |

### Selección
| Selección      | Año           | Partidos | Goles |
| -------------- | ------------- | -------- | ----- |
| Ucrania sub-20 | 2010          | 2        | 0     |
| Ucrania sub-21 | 2010-2012     | 11       | 1     |
| Ucrania        | 2013-presente | 4        | 0     |

#### Partidos
| Fecha                    | Estadio                  | Adversario | Resultado | Competición                                          |
| ------------------------ | ------------------------ | ---------- | --------- | ---------------------------------------------------- |
| 14 de agosto de 2013     | Estadio Olímpico de Kiev | Israel     | 2-0       | Partido amistoso                                     |
| 6 de septiembre de 2013  | Arena Lviv               | San Marino | 9-0       | Clasificación para la Copa Mundial de Futbol de 2014 |
| 10 de septiembre de 2013 | Estadio Olímpico de Kiev | Inglaterra | 0-0       | Clasificación para la Copa Mundial de Futbol de 2014 |
| 18 de noviembre de 2014  | Estadio Olímpico de Kiev | Lituania   | 0-0       | Partido amistoso                                     |